# Свердловина б/н (Нижнє Солотвино)
Свердловина б/н — гідрологічна пам'ятка природи місцевого значення в Україні. Розташована на території Ужгородського району Закарпатської області, на північній околиці села Нижнє Солотвино (територія санаторію «Деренівська купіль»).
Площа — 5 га. Статус отриманий у 1984 році. Перебуває у віданні: санаторій «Деренівська купіль».
Статус присвоєно для збереження свердловини мінеральної води та прилеглої до неї території. Вода гідрокарбонатно-кальцієво-магнієва, загальна мінералізація — 0,3 г/л. Мікроелементи — кремнієва кислота. Лікування органів травлення.